# Nikki Anderberg
Nikki Johanna Anderberg (* 5. März 2002 in Höllviken) ist eine schwedische Leichtathletin, die sich auf den Sprint spezialisiert hat.

## Sportliche Laufbahn
Erste Erfahrungen bei internationalen Meisterschaften sammelte Nikki Anderberg im Jahr 2021, als sie bei den U20-Europameisterschaften in Tallinn mit 11,70 s im Halbfinale im 200-Meter-Lauf ausschied. Zudem erreichte sie mit der schwedischen 4-mal-100-Meter-Staffel das Finale, konnte das Rennen dort aber nicht beenden.
2020 wurde Anderberg schwedische Meister im 100-Meter-Lauf.

## Persönliche Bestleistungen
- 100 Meter: 11,46 s (+1,9 m/s), 22. August 2020 in Linköping
  - 60 Meter (Halle): 7,47 s, 23. Januar 2021 in Växjö
- 200 Meter: 23,95 s (+0,3 m/s), 23. August 2020 in Linköping
  - 200 Meter (Halle): 25,14 s, 28. Januar 2018 in Malmö